# Grand Prix automobile de Suisse 1948
Le Grand Prix automobile de Suisse 1948 (VIII Grand Prix de Suisse) est un Grand Prix qui s'est tenu sur le circuit de Bremgarten le 4 juillet 1948. 
Remporté par Carlo Felice Trossi, il reste tristement célèbre pour avoir été le théâtre d'un des week-ends de Grand Prix les plus meurtriers avec les décès d'Achille Varzi et Christian Kautz ainsi que d'Omobono Tenni pendant le Grand Prix moto.

## Grille de départ
| 1re ligne | Pos. 1                          | Pos. 2                         | Pos. 3                          |
|           | Wimille Alfa Romeo 2 min 54 s 2 | Farina Alfa Romeo 2 min 54 s 3 | Villoresi Maserati 2 min 56 s 7 |

## Classement de la course
| Pos. | no | Pilote                  | Écurie                | Châssis           | Tours | Temps/Abandon                   | Grille |
| ---- | -- | ----------------------- | --------------------- | ----------------- | ----- | ------------------------------- | ------ |
| 1    | 26 | Carlo Felice Trossi     | SA Alfa Romeo         | Alfa Romeo 158    | 40    | 1 h 59 min 17 s 3 (147,75 km/h) | 4      |
| 2    | 30 | Jean-Pierre Wimille     | SA Alfa Romeo         | Alfa Romeo 158    | 40    | + 0 s 2                         | 1      |
| 3    | 34 | Luigi Villoresi         | Scuderia Ambrosiana   | Maserati 4CLT/48  | 40    | + 2 min 37 s 3                  | 3      |
| 4    | 56 | Consalvo Sanesi         | SA Alfa Romeo         | Alfa Romeo 158    | 39    | + 1 tour                        | 6      |
| 5    | 32 | Alberto Ascari          | SA Alfa Romeo         | Maserati 4CLT/48  | 39    | + 1 tour                        | 5      |
| 6    | 4  | Louis Chiron            | SFACS Ecurie France   | Talbot-Lago T26   | 38    | + 2 tours                       | 8      |
| 7    | 8  | Charles Pozzi           | Ecurie Lutetia        | Talbot-Lago T26SS | 37    | + 3 tours                       | 10     |
| 8    | 54 | Yves Giraud-Cabantous   | SFACS Ecurie France   | Talbot-Lago T150C | 36    | + 4 tours                       | 20     |
| 9    | 42 | Igor Troubetzkoy        | Scuderia Inter        | Ferrari 166SC     | 35    | + 5 tours                       | 18     |
| Abd. | 40 | Clemente Biondetti      | Scuderia Inter        | Ferrari 166C      | 31    | Surchauffe                      | 15     |
| Abd. | 46 | Luigi Fagioli           | Scuderia Milano       | Maserati 4CL      | 28    | Moteur                          | 17     |
| Abd. | 38 | Giuseppe Farina         | Privé                 | Maserati 4CLT     | 28    | Moteur                          | 2      |
| Abd. | 24 | Raymond Mays            | Privé                 | ERA B-Type        | 23    | Demi-arbre de roue              | 9      |
| Abd. | 52 | Prince Bira             | Scuderia Enrico Platé | Maserati 4CL      | 10    | Boîte de vitesses               | 16     |
| Abd. | 18 | Louis Rosier            | Privé                 | Talbot-Lago T26C  | 10    | Fuite d'huile                   | 14     |
| Abd. | 48 | Emmanuel de Graffenried | Scuderia Enrico Platé | Maserati 4CL      | 10    | Accrochage                      | 13     |
| Abd. | 36 | Gianfranco Comotti      | Privé                 | Talbot-Lago T26C  | 7     | Fuite d'huile                   | 19     |
| Abd. | 10 | Raymond Sommer          | Equipe Gordini        | Gordini Type 15   | 5     | Moteur                          | 7      |
| Abd. | 20 | George Abecassis        | Privé                 | Alta GP           | 4     | Accident                        | 12     |
| Abd. | 50 | Christian Kautz         | Scuderia Enrico Platé | Maserati 4CL      | 2     | Accident mortel                 | 11     |
| Np.  | 22 | Bob Gerard              | Privé                 | ERA B-Type        |       |                                 |        |
| Np.  | 28 | Achille Varzi           | SA Alfa Romeo         | Alfa Romeo 158    |       | Accident mortel                 |        |
| Np.  | 44 | Clemar Bucci            | Scuderia Milano       | Maserati 4CL      |       | Accident                        |        |

- Légende: Abd.=Abandon - Np.=Non partant.

## Pole position et record du tour
- Pole position :  Jean-Pierre Wimille (Alfa Romeo) en 2 min 54 s 2.
- Meilleur tour en course :  Jean-Pierre Wimille (Alfa Romeo) en 2 min 51 s 0 (152,96 km/h).